# Stephanothrips fusiantennatus
Stephanothrips fusiantennatus är en insektsart som beskrevs av Watts 1935. Stephanothrips fusiantennatus ingår i släktet Stephanothrips och familjen rörtripsar. Inga underarter finns listade i Catalogue of Life.